# Bahnbetriebswerk Dillenburg

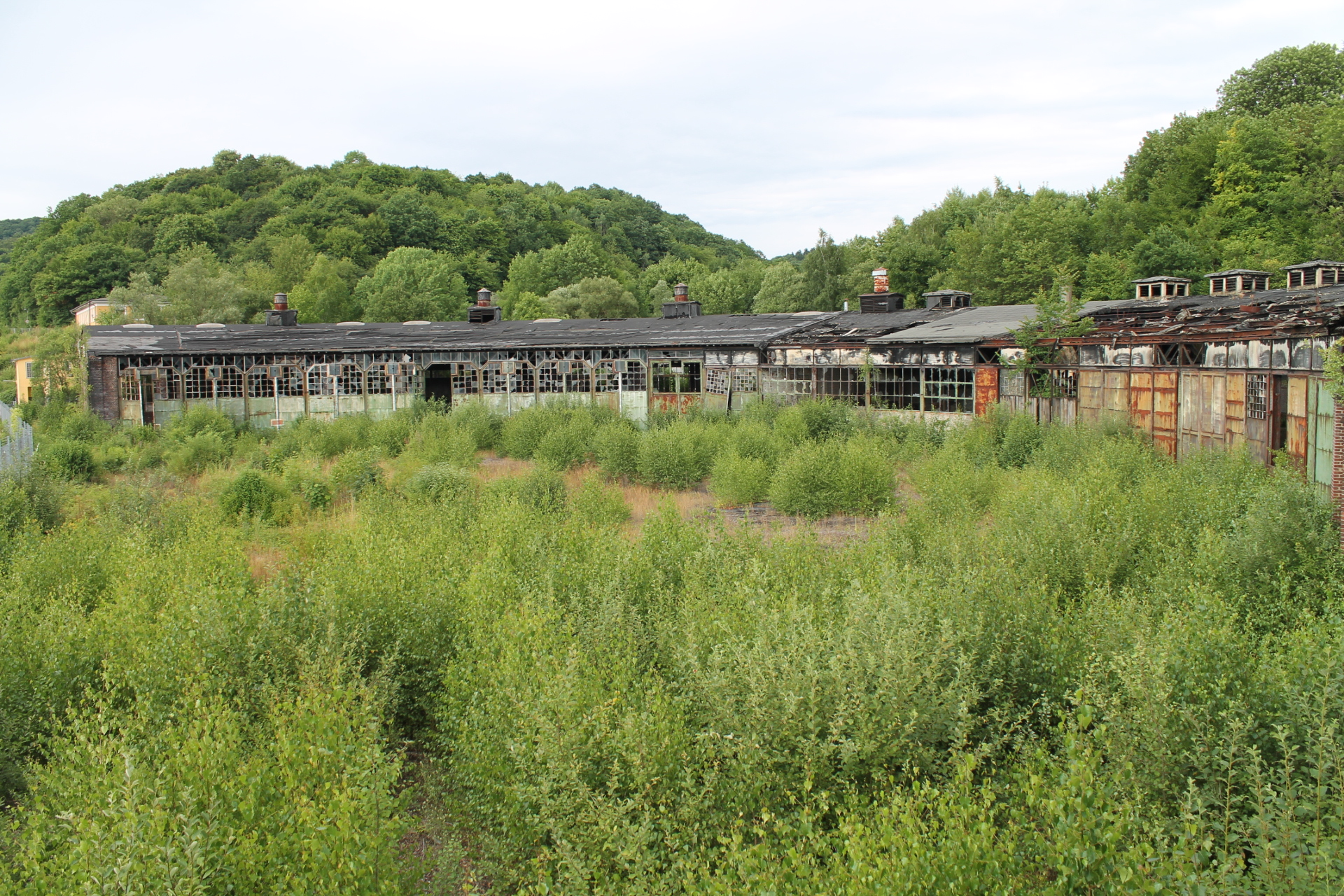
Ringlokschuppen im Bw Dillenburg

Das Bahnbetriebswerk Dillenburg (Kürzel: FDIL) war ein bedeutendes Bahnbetriebswerk (Bw) der Bundesbahn-Direktion Frankfurt am Main an der Dillstrecke Siegen–Gießen beim Bahnhof Dillenburg.

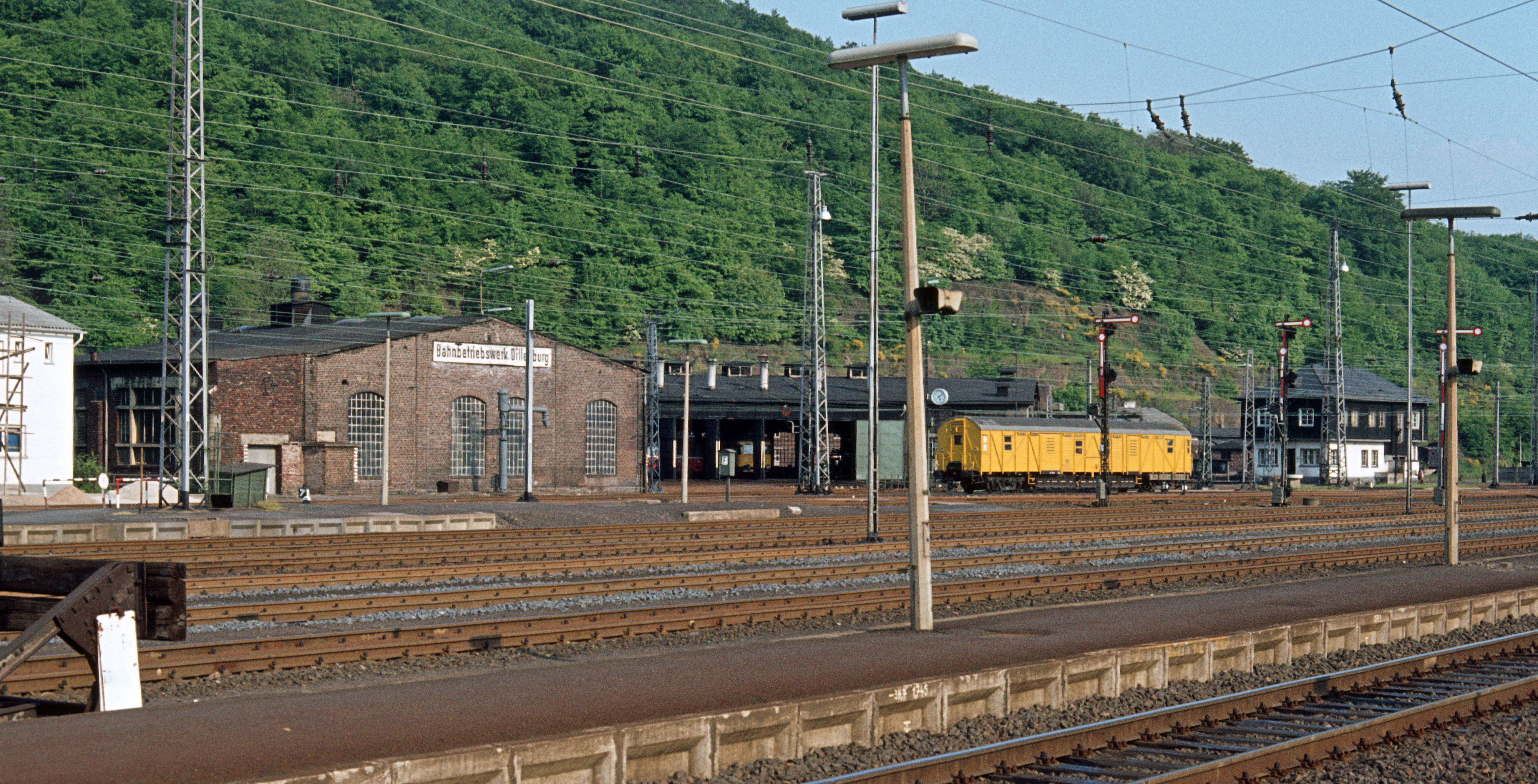
Das Bw Dillenburg im Jahr 1977

Zu Zeiten des Dampfbetriebes waren hier über 110 Dampfloks der Baureihen 01, 38, 39, 44, 50, 55, 65, 86, 93 und 94 beheimatet.
Das Bw Dillenburg war das letzte Betriebswerk der Bundesbahn, das Dampflokomotiven der Baureihe 945 einsetzte. So erlangte Dillenburg in den 1970er Jahren unter Eisenbahnfreunden überregionale Bekanntheit.

## Länderbahnzeit
Mit dem Bau einer eingleisigen Bahnstrecke zwischen Deutz und Gießen in den Jahren 1859–1862 und der Aufteilung in vier Streckenabschnitte Deutz–Eitorf / Eitorf–Betzdorf / Betzdorf–Dillenburg / Dillenburg–Gießen, erhielten die Abschnittsbahnhöfe, somit auch Dillenburg, betriebstechnische Einrichtungen zur Unterhaltung von Lokomotiven. Die Eröffnung der Strecke erfolgte am 14. Januar 1862. Aufgrund des steigenden Zugaufkommens wurde die Strecke bereits im Jahre 1864 zweigleisig ausgebaut.
Die Anlagen in Dillenburg umfassten einen vierständigen Rechtecklokschuppen, eine 20-Meter-Drehscheibe zum Drehen der Loks sowie einen 50 m langen Kohlebansen und einen Wasserturm.
Das lohnende Geschäft mit der Bahn sowie das qualitativ sehr gute Eisenerz der Region beflügelten schnell zum Bau weiterer Nebenbahnstrecken im Dillgebiet. 1870 bis 1872 wurde von Dillenburg ausgehend die Scheldetalbahn bis zum damaligen Nikolausstollen erbaut und am 11. Februar 1872 für den Güterzugverkehr eröffnet. Die Freigabe für den Personenverkehr erfolgte am 8. Mai 1896. 1890 wurde mit dem Bau der Strecke Dillenburg–Straßebersbach (heute Ewersbach) begonnen. Die Eröffnung erfolgte am 29. April 1892. 1894 bis 1902 erfolgte der Bau der Strecke Herborn–Niederwalgern und am 1. Mai 1906 wurde die Strecke Herborn–Westerburg als Teil der Westerwaldquerbahn eröffnet.
| Typ            | Baureihe | Anzahl |
| -------------- | -------- | ------ |
| Personenzuglok | P 41     | 3      |
| Personenzuglok | P 42     | 2      |
| Güterzuglok    | P 51     | 2      |
| Güterzuglok    | G 71     | 6      |
| Güterzuglok    | G 73     | 2      |
| Tenderlok      | T 3      | 4      |
| Tenderlok      | T 7      | 3      |
| Tenderlok      | T 91     | 2      |
| Tenderlok      | T 93     | 1      |

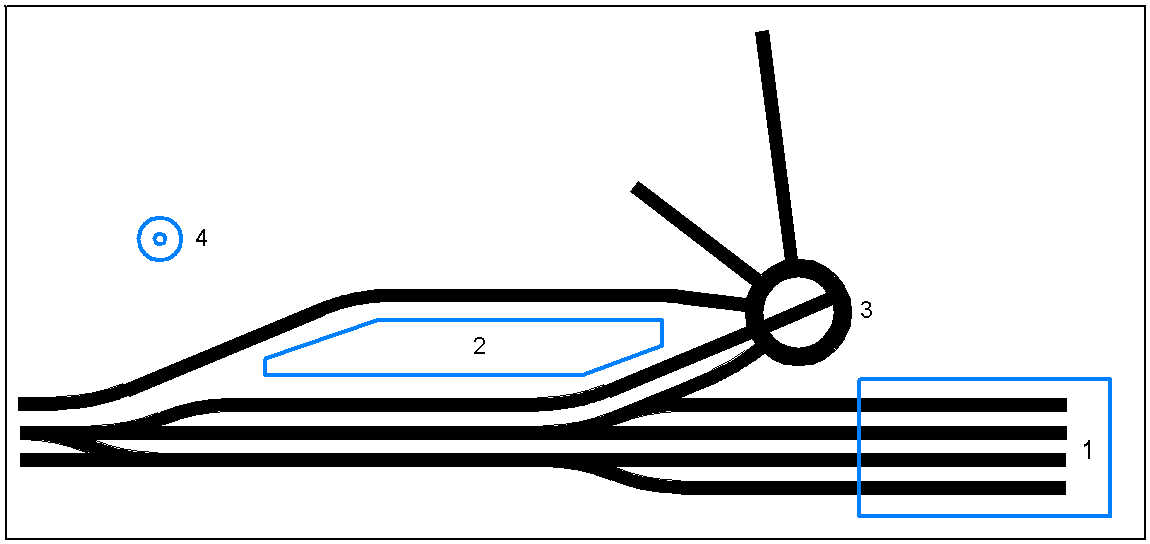
Das Bahnbetriebswerk um das Jahr 1902, 1=Lokschuppen, 2=Kohlebansen, 3=Drehscheibe, 4=Wasserturm

Eine weitere Erhöhung des Zugverkehrs in Dillenburg brachte die Erweiterung der Scheldetalbahn vom Nikolausstollen bis Wallau (Lahn) in den Jahren 1909 bis 1911 sowie der Bau des Teilstückes von Haiger nach Siegen in den Jahren 1911 bis 1915, was zur Verbindung der Dill-Strecke mit der Ruhr-Sieg-Strecke führte die wiederum zur späteren Hauptstrecke Gießen–Siegen–Hagen wurde. Dadurch stieg die Anzahl der zu unterhaltenden Lokomotiven erheblich, sodass im Jahr 1915 eine Erweiterung des Bahnbetriebswerkes erfolgte. Diese Erweiterung umfasste die Errichtung eines Ringlokschuppens mit 16 Stellplätzen und der dazugehörigen, elektrisch betriebenen, 20-Meter-Drehscheibe. Die Strecke Nikolausstollen–Wallau (Lahn) erhielt in ihrem Streckenverlauf zwischen den Bahnhöfen Herrnberg und Hirzenhain eine Steilstrecke mit einer Neigung von 1:17 (59 Promille). Dieser Streckenabschnitt wurde als Zahnradstrecke ausgeführt. Zum Betrieb dieses Streckenabschnittes wurden sechs Loks der Baureihe T 26 im Betriebswerk beheimatet.
Die nun anfallenden Mengen an Ladegütern der Nebenbahnen machten die Errichtung eines Güterbahnhofes notwendig. Dieser, auch heute noch in fast voller Größe erhaltene aber nur zu einem Drittel genutzte Güterbahnhof, wurde im Tal zwischen Dillenburg und Niederscheld eingerichtet und in den Folgejahren immer wieder vergrößert. Hierzu mussten im Betriebswerk eine immer größer werdende Zahl von Rangierlokomotiven, vornehmlich die Baureihe G7 und später G8, vorgehalten werden.
| Typ               | Baureihe | Anzahl |
| ----------------- | -------- | ------ |
| Personenzuglok    | P 41     | 4      |
| Personenzuglok    | P 42     | 3      |
| Güterzuglok       | P 51     | 4      |
| Güterzuglok       | G 71     | 7      |
| Güterzuglok       | G 72     | 5      |
| Tenderlok         | T 3      | 4      |
| Tenderlok         | T 7      | 3      |
| Tenderlok         | T 93     | 5      |
| Zahnrad-Tenderlok | T 26     | 6      |

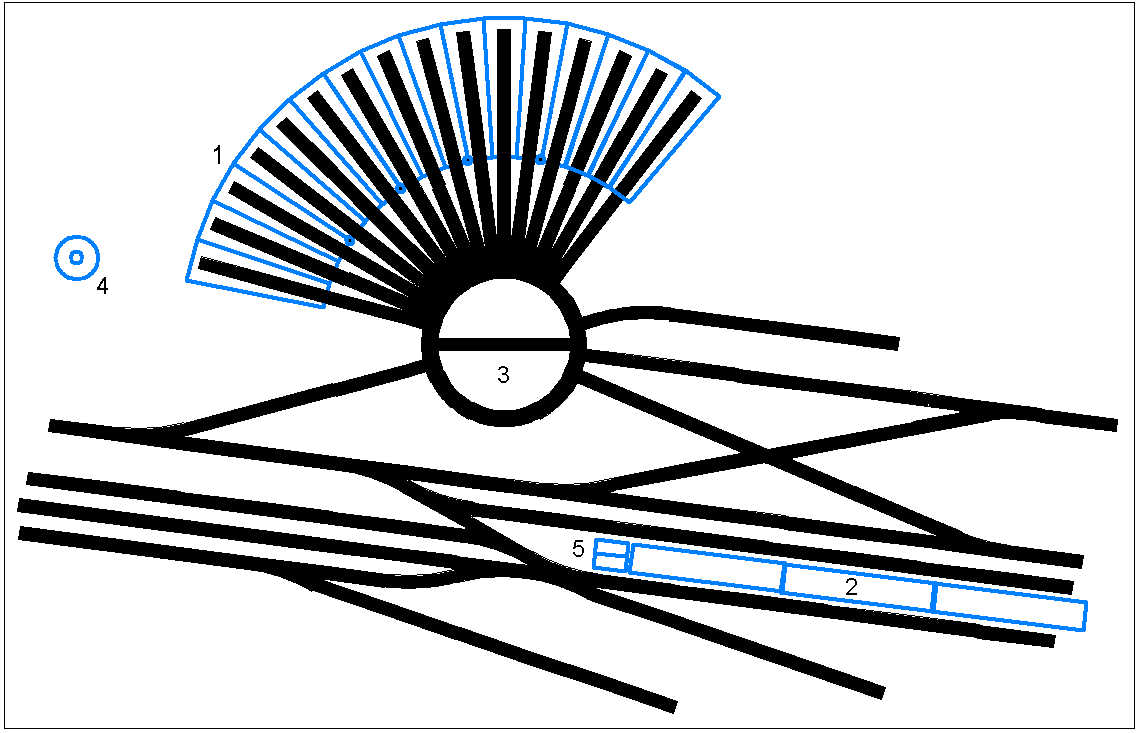
Das Bahnbetriebswerk um 1915, 1=Lokschuppen, 2=Kohlebansen, 3=Drehscheibe, 4=Wasserturm, 5=Stellwerk

Weitere Baumaßnahmen wurden in den Jahren 1918 bis 1919 mit der Errichtung der Wagenwerkstatt, den Aufenthaltsräumen und einem 1000 m³ Hochbehälter im Berg oberhalb des Betriebswerkes durchgeführt.

## Reichsbahnzeit
Auch unter der neuen Reichsbahn wurde die Erweiterung des Betriebswerkes fortgeführt. Mit den Bauarbeiten einer neuen und modernen Bekohlungs-, Besandungs- und Entschlackungsanlage wurde im Jahre 1922 begonnen. Die Anlagen wurden in den Berghang südlich des bestehenden Lokschuppens gebaut. Die Befüllung des Wiegebunkers der Bekohlungsanlage erfolgte über einen elektrisch betriebenen Regelspurkran, der auf einer Betontrasse direkt über dem Kohlebunker fuhr. Dieses Gleis wurde mit der Scheldetalbahn verbunden. Somit konnte die Befüllung des Kohlebunkers mittels Schüttgutwagen von oben erfolgen. Des Weiteren konnte der Bekohlungskran für Reparaturen in das Bw geschleppt werden. Die Arbeiten waren 1925 abgeschlossen.
Im Jahre 1923 wurde das Bw zwischen der Drehscheibe und der Bekohlungsanlage um eine zweite Drehscheibe (23 Meter) mit 23 Anschlussgleisen erweitert.
Die Baureihe 94 wird in Dillenburg beheimatet. Mit ihrer Riggenbach-Gegendruckbremse war es den Loks möglich, das im Zahnradbetrieb laufende Steilstück der Strecke Dillenburg–Wallau im Reibungsbetrieb zu fahren. Die Baureihe T 26 wurde damit aus Dillenburg abgezogen.
Im Jahre 1926 wurde mit dem Bau der Strecke Haiger–Rabenscheid (ab 1939 bis Breitscheid) begonnen und diese am 15. Dezember 1926 eröffnet.
In den Jahren 1934 bis 1935 folgten die Erweiterung des Lokschuppens von 16 auf 25 Stände, die Drehscheibe 1 wurde von 20 auf 23 Meter vergrößert, eine Achswechselanlage für Lokachsen wurde in die Schuppenstände 22 und 23 eingebaut, die Gleise der Stände 24 und 25 wurden gekürzt und die Tore zugemauert. In den beiden Ständen wurde eine Dreherei und eine Gießerei eingerichtet. Der Freistand 26 erhielt einen Bockkran, der den Aus- und Einbau von Großteilen an den Loks ermöglichte.
Folgende Lokbahnhöfe gehörten in dieser Zeit dem Bw Dillenburg an: Ewersbach, Gladenbach, Gönnern und Rennerod.

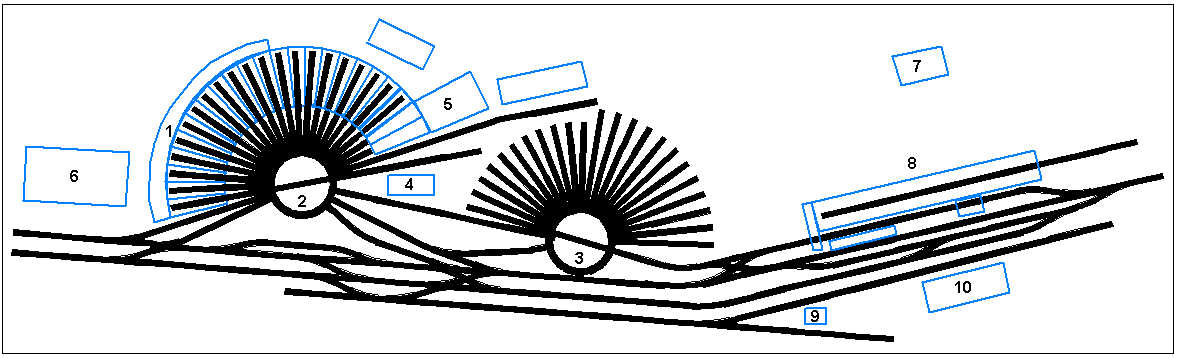
Das Bahnbetriebswerk um 1935, 1=Lokschuppen, 2=Drehscheibe 1, 3=Drehscheibe 2, 4=Lokleitung, 5=Werkstatt/Lager, 6=Sozialräume/Kantine, 7=Wasserspeicher, 8=Kohlebansen, 9=Stellwerk Dl, 10=Verwaltung

| Typ                | Baureihe | Anzahl | Nummern                                                                             |
| ------------------ | -------- | ------ | ----------------------------------------------------------------------------------- |
| Personenzuglok     | 38       | 5      | 38 1263, 1264, 1705, 1707, 2392                                                     |
| Güterzuglok        | 55       | 12     | 55 2595, 3435, 4069, 4160, 4275, 4374, 4578, 4647, 4759, 4943, 4955, 4999           |
| Güterzuglok        | 58       | 13     | 58 1253, 1380, 1436, 1449, 1451, 1538, 1541, 1647, 1750, 1841, 1895, 2043, 2115     |
| Güterzug-Tenderlok | 93       | 8      | 93 575, 576, 577, 586, 622, 738, 739                                                |
| Güterzug-Tenderlok | 94       | 14     | 94 413, 691, 1073, 1188, 1232, 1533, 1538, 1539, 1540, 1541, 1542, 1545, 1546, 1639 |

## Zweiter Weltkrieg
Im Zweiten Weltkrieg war der Bahnhof Dillenburg, bedingt durch seinen zum Verschiebebahnhof gewachsenen Güterbahnhof und wegen der nahegelegenen Rüstungsindustrie, Ziel der alliierten Streitkräfte. Mehrere Tiefflieger- und Bombenangriffe wurden zwischen Oktober 1944 und März 1945 auf die Bahnanlagen geflogen und hinterließen schwere Schäden im Bahnhof und der Umgebung, die heute noch sichtbar sind. Der größte Angriff erfolgte am 13. März 1945. Bei den Angriffen wurden die zweite Drehscheibe sowie die Bekohlungsanlage schwer getroffen und der Verschiebebahnhof außer Funktion gesetzt.
| Typ                   | Baureihe | Anzahl | Nummern |
| --------------------- | -------- | ------ | --- |
| Personenzuglok        | 38       | 5      | 38 1264, 1707, 2211, 2663, 3379 |
| Personenzuglok        | 39       | 2      | 39 221, 222 |
| Güterzuglok           | 42       | 1      | 42 2376 |
| Güterzuglok           | 44       | 36     | 44 019, 040, 042, 067, 069, 185, 186, 187, 188, 190, 299, 355, 358, 364, 547, 580, 594, 595, 616, 619, 794, 803, 805, 806, 807, 847, 891, 1069, 1396, 1397, 1399, 1420, 1457, 1458, 1671, 1686 |
| Güterzuglok           | 50       | 13     | 50 309, 311, 607, 1438, 1647, 1726, 1738, 1742, 1760, 2086, 2241, 2966, 3084 |
| Güterzuglok           | 55       | 1      | 55 1882 |
| Güterzuglok           | 56       | 4      | 56 380, 603, 661, 845 |
| Güterzuglok           | 57       | 2      | 57 2522, 3415 |
| Güterzuglok           | 58       | 6      | 58 1489, 5567, 5585, 5590, 5598, 5623 |
| Personenzug-Tenderlok | 78       | 1      | 78 226 |
| Güterzug-Tenderlok    | 91       | 1      | 91 1750 |
| Güterzug-Tenderlok    | 93       | 8      | 93 576, 577, 586, 738, 739, 769, 869, 1122 |
| Güterzug-Tenderlok    | 94       | 14     | 94 553, 615, 691, 1073, 1188, 1533, 1538, 1539, 1540, 1541, 1542, 1545, 1546, 1639 |

## Deutsche Bundesbahn

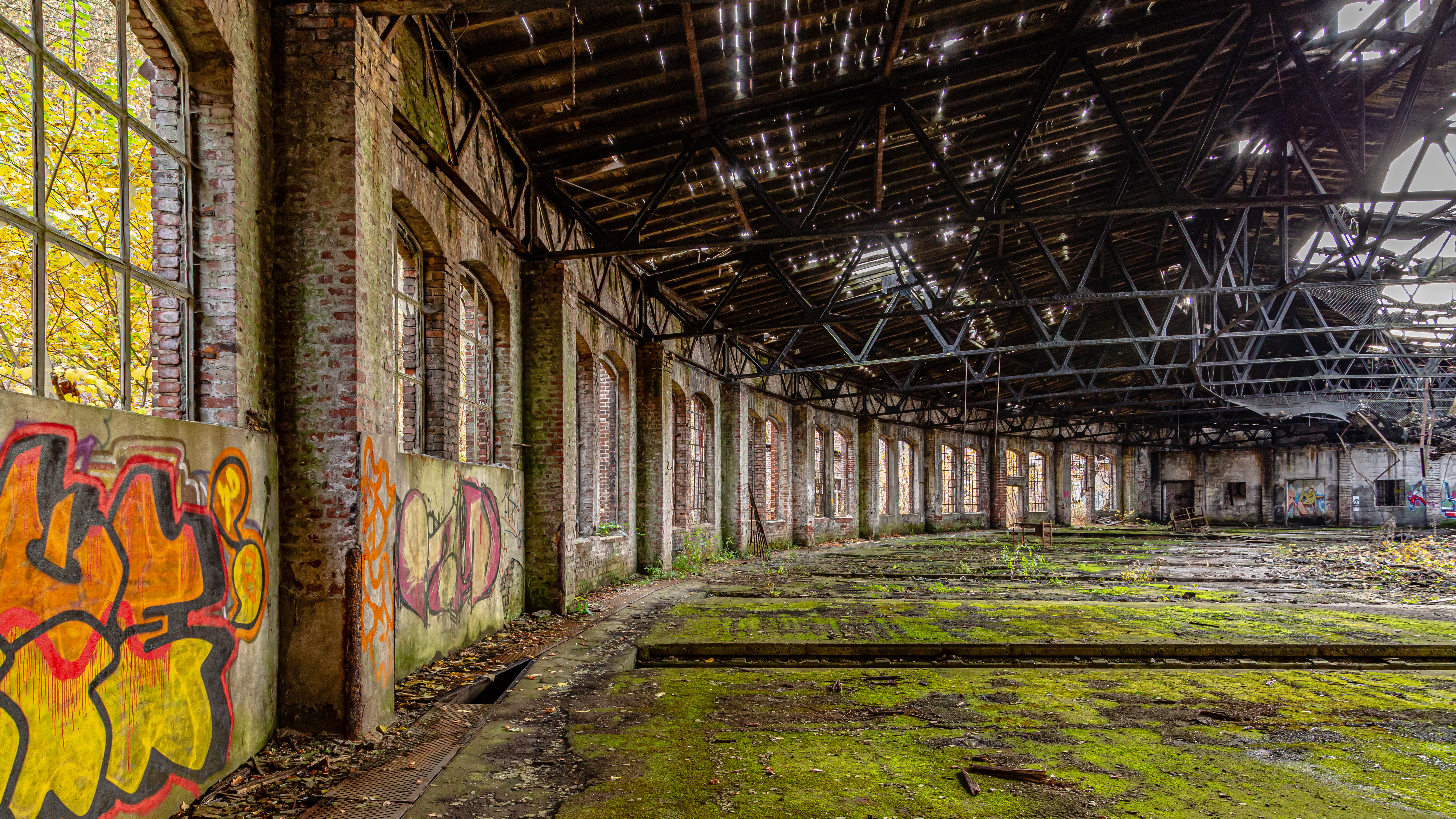
Heute ein Kulturdenkmal: Der ehemalige Ringlokschuppen in Dillenburg

Mit Gründung der Bundesrepublik Deutschland erfolgte auch die Umbenennung der Deutschen Reichsbahn in die Deutsche Bundesbahn, für die die erste Jahren vom Wiederaufbau und einer Neustrukturierung geprägt war. Das Bahnbetriebswerk, das bis dahin im Wesentlichen Heimat von Güterzuglokomotiven war, erhielt nun vermehrt Loks der Baureihe 39 (P 10) für den Personen- und Schnellzugverkehr auf der Hauptstrecke Gießen–Siegen–Köln–Aachen. Weiterhin wurden in der Bundesbahndirektion Frankfurt/M. die Loks der Baureihe 44 auf die drei Bahnbetriebswerke Friedberg, Hanau und Dillenburg zusammengezogen. Im Bw Dillenburg wurde 1946 somit die Baureihe 58 endgültig von den „Jumbos“ der Baureihe 44 abgelöst, die daraufhin die am stärksten vertretene Baureihe im Bw sein sollte. Dies führte im Jahr 1951 zum höchsten Lokbestand in der Geschichte des Bw Dillenburg. Zusammen 112 Lokomotiven aus sechs Baureihen waren hier beheimatet.
| Typ                | Baureihe | Anzahl | Nummern |
| ------------------ | -------- | ------ | --- |
| Personenzuglok     | 39       | 15     | 39 050, 064, 116, 123, 125, 128, 130, 138, 156, 220, 221, 222, 223, 232, 237 |
| Güterzuglok        | 44       | 46     | 44 042, 067, 185, 186, 188, 240, 299, 344, 358, 364, 377, 413, 441, 465, 510, 529, 549, 574, 580, 594, 616, 618, 619, 798, 803, 805, 807, 869, 891, 1015, 1069, 1097, 1117, 1222, 1243, 1396, 1397, 1420, 1435, 1454, 1458, 1477, 1483, 1529, 1671, 1763 |
| Güterzuglok        | 50       | 16     | 50 199, 309, 311, 509, 604, 607, 939, 1088, 1253, 1259, 1331, 1401, 1573, 1647, 1726, 1727 |
| Güterzuglok        | 55       | 13     | 55 2724, 3336, 3414, 3520, 3625, 3744, 4091, 4222, 4956, 5012, 5081, 5313, 5504 |
| Güterzug-Tenderlok | 93       | 9      | 93 586, 658, 669, 796, 995, 997, 1031, 1122, 1200 |
| Güterzug-Tenderlok | 94       | 9      | 94 1245, 1533, 1538, 1539, 1541, 1542, 1545, 1639, 1652 |

Doch das Ende der mit Dampfloks bespannten Züge sollte nun schleichend beginnen. Im Jahre 1956 tauchten zum ersten Mal die neuen Triebwagen der Baureihe VT 95 und VT 98 des Bw Gießen in Dillenburg auf und machten den Dampfloks der Baureihe 94 auf den Nebenbahnen Konkurrenz. Das Bauprogramm der Einheits-Elektrolokomotiven zeigte ebenfalls den Weg in die Zukunft, denn 1959 wurde mit der Elektrifizierung der Ruhr-Sieg-Strecke begonnen und auf der Westerwaldquerbahn wurde der Personenverkehr auf einem Teilstück eingestellt. Ab dem Jahr 1960 wurde die Baureihe 93 durch die Loks der Baureihe 86, die hier bis 1966 tätig waren, abgelöst und ab 1962 wurde die Baureihe 39 nach und nach durch die „Königin der Schiene“, der Baureihe 01, ersetzt. Bis in das Jahr 1965 wurden im Bw Dillenburg die folgenden Loks der Baureihe 01 beheimatet:
| Typ           | Baureihe | Anzahl | Nummern                                        |
| ------------- | -------- | ------ | ---------------------------------------------- |
| Schnellzuglok | 01       | 9      | 01 006, 007, 020, 039, 077, 080, 091, 099, 171 |

Im Mai 1965 wurde der elektrische Zugbetrieb auf der Ruhr-Sieg-Strecke aufgenommen. Hierzu wurde die Drehscheibe 1 mit einer Oberleitungsspinne ausgerüstet und die Stände 1 bis 8 des Lokschuppens mit Fahrdraht versehen um die nun vermehrt auftretenden E-Loks der Baureihen E 10, E 40, E 41, E 50 und E 94 im Lokschuppen unterzustellen.

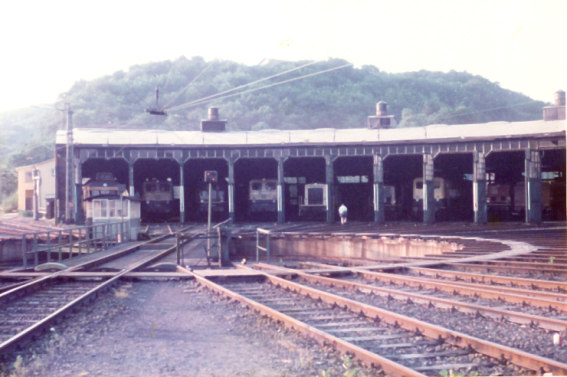
Lokschuppen mit verschiedenen Diesel- und E-Lokomotiven sowie einem VT 701 um 1982

Im Jahre 1966 begann das große Sterben der Dampfloks, so auch in Dillenburg. In diesem Jahr wurden alleine in Dillenburg 37 Dampfloks ausgemustert und dem Schneidbrenner übergeben. Gleichzeitig wurden ein Großteil der Eisenerzgruben im Dill-Gebiet stillgelegt. Die Neubauloks der Baureihe 65 gaben in Dillenburg von 1967 bis 1968 mit den Loks 65 008 bis 65 011 ein kurzes Gastspiel.
Am 28. April 1967 wurde die letzte Dampflok der Baureihe 44 des Bw Dillenburg verabschiedet und 1970 wurden die ersten Dieselloks der Baureihe 212 des Bw Gießen und Bw Siegen in Dillenburg eingesetzt. Darunter auch die zehn Dieselloks der Baureihe 213 des Bw Gießen, die für den Steilstreckeneinsatz mit zusätzlichen Bremsen ausgerüstet waren. Diese machten die Loks der Baureihe 94 überflüssig.
Am 27. Juni 1969 wurde die letzte Lok der Baureihe 55 des Bw Dillenburg und auch der Bundesbahndirektion Frankfurt/M., die 55 3528, mit einer Sonderfahrt verabschiedet. Die Rangieraufgaben im Bahnhof, die immer zu den Hauptaufgaben der Baureihe 55 in Dillenburg gezählt hatten, wurden von den Dieselloks der Baureihe V 60 des Bw Gießen übernommen, die ab diesem Zeitpunkt ihre Arbeit aufnahmen.
Die letzten Loks der Baureihe 50 verloren infolge der immer stärker werden Anzahl von Dieselloks der Baureihe V 100 ihr Tätigkeitsfeld als Güterzugloks auf den Nebenstrecken. So wurden am 1. April 1972 die letzten fünf Loks dieser Baureihe an das Bw Limburg abgegeben.
Am 2. Mai 1972 wurde mit der Sonderfahrt der Lok 94 1538 die 110-jährige Geschichte der Dampfloks im Bw Dillenburg beendet, deren Einsatzgebiet sich einst von Aachen bis Würzburg und Mannheim erstreckte.

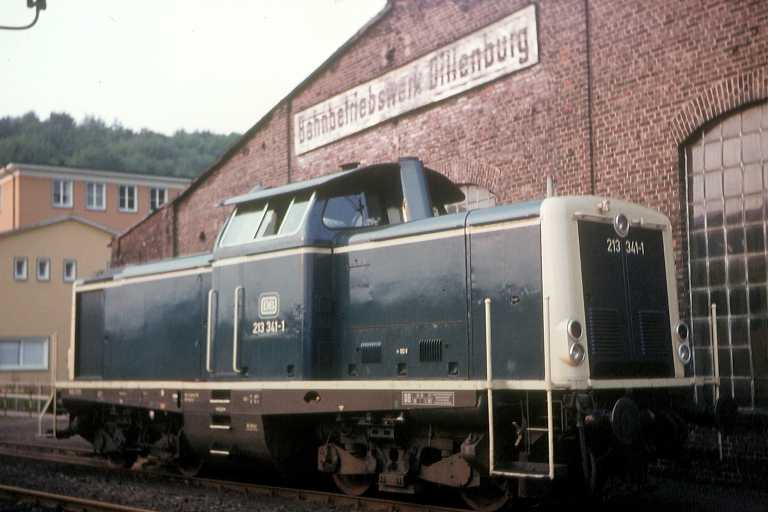
213 341 in Dillenburg 1983

In der Folge war das Betriebswerk nur noch zu einem Einsatzort für Diesel- und E-Loks anderer Bahnbetriebswerke geworden. Lediglich einige Kleinlok Köf I und Köf II wurden für kurze Zeit hier beheimatet. Der Abbau der zweiten Drehscheibe und des Wiegebunkers erfolgten in den darauffolgenden Jahren.
Auf der Nebenbahn Haiger–Breitscheid, dem sogenannten Balkanexpress, endete der Personenverkehr am 31. Mai 1980, der Güterverkehr wurde 1997 eingestellt. Ende Mai 1987 verlor die Scheldetalbahn den Personenverkehr und auch der Güterverkehr bis Niedereisenhausen wurde eingestellt. Ab diesem Zeitpunkt gab es auch keinen Personenverkehr mehr auf der Dietzhölztalbahn; Güterzüge fuhren hingegen noch bis Ende 2000 nach Ewersbach. Am 8. Juni 2001 fuhr der letzte reguläre Zug auf der Strecke Herborn–Hartenrod.
Im Lokschuppen war noch für einige Zeit eine Reparaturabteilung für Gitterboxen untergebracht. Am 1. Januar 1983 erfolgte die offizielle Schließung des Bw Dillenburg, das damit zu einer Außenstelle das Bw Gießen wurde.

## Heute

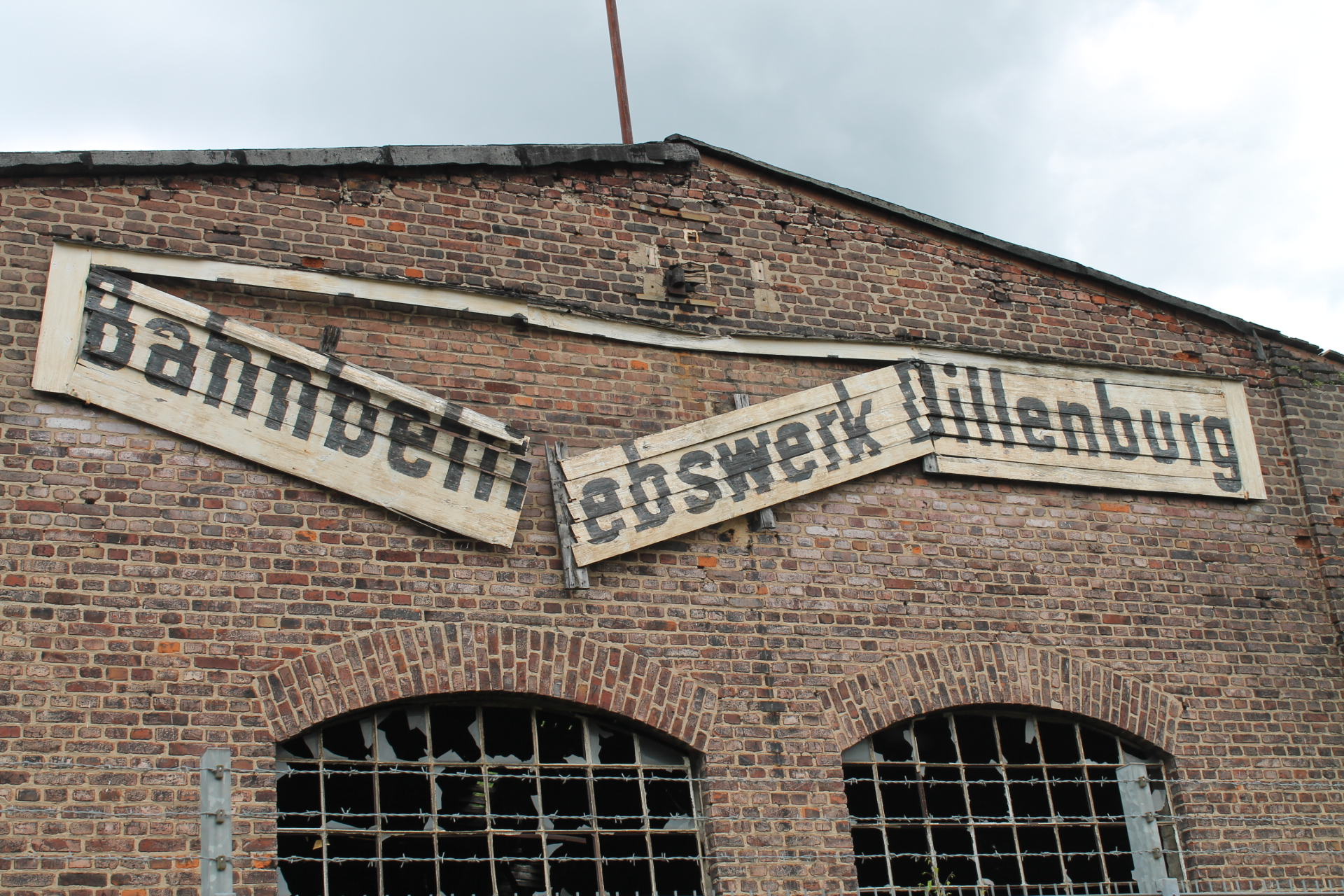
Das Bw Dillenburg Schild am alten Lokschuppen

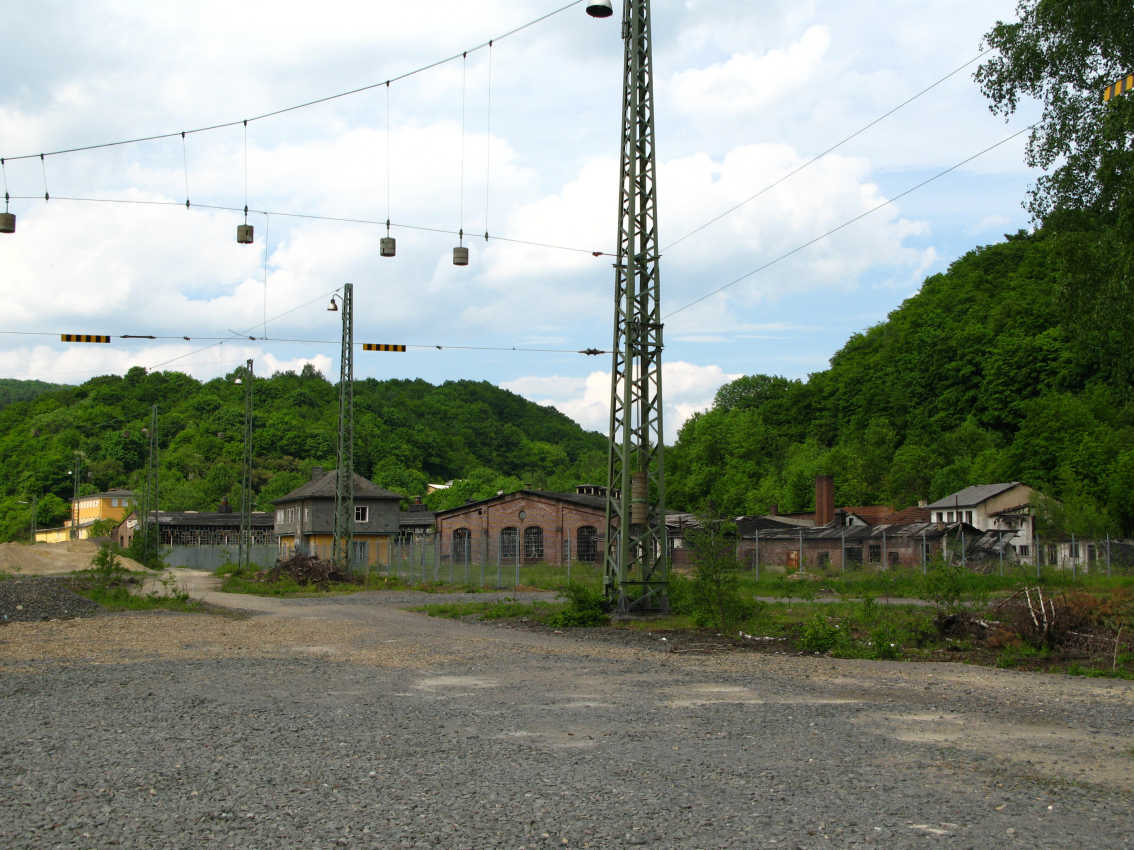
Gelände des ehemaligen Bw Dillenburg, 2008

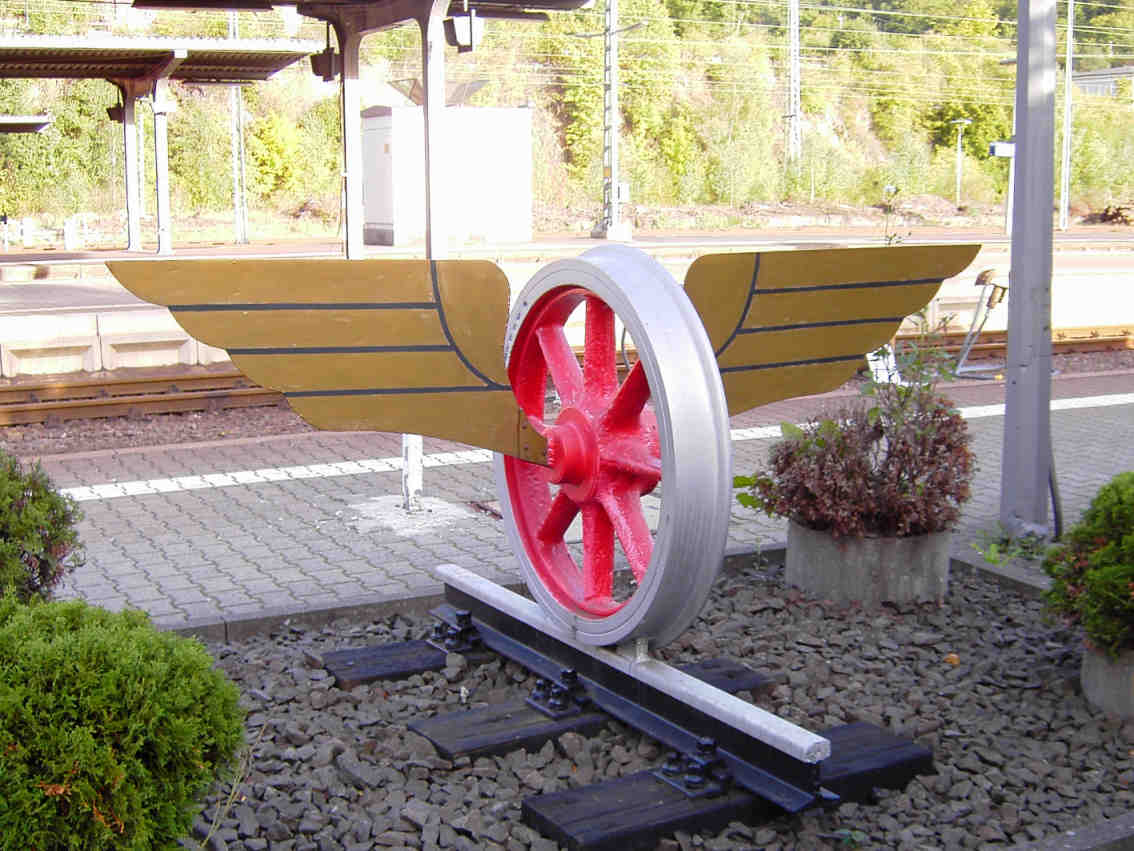
Das „Flügelrad“, Wahrzeichen des Bw Dillenburg

Von den ehemals fast 800 Menschen die im Betriebswerk und im Bahnhof Dillenburg arbeiteten sind heute nur noch ein Fahrdienstleiter auf dem Fahrdienstleiterstellwerk Df, zwei Weichenwärter auf den Stellwerken Dn und Ds und ein Rangierer übrig geblieben.
Einige der einst im Bahnbetriebswerk Dillenburg eingesetzten Dampflokomotiven wurden der Nachwelt erhalten.
Die Lokomotive 94 1538 (094 538-6) wurde nach ihrer Ausmusterung am 18. April 1972 und nach 45 Jahren ununterbrochener Tätigkeit im Bw Dillenburg noch im selben Jahr als Lokdenkmal im Bahnhof Gönnern aufgestellt. Sie wurde 1997 erworben und mit Hilfe des Vereins Eifelbahn e. V. vom Sockel geholt. Seit ihrer aufwendigen Aufarbeitung im Jahre 1998 ist sie – mit Unterbrechung – wieder im Einsatz (siehe Preußische T 16.1#Erhaltene Exemplare).
Die Lokomotive 55 3528 (055 528-4) wurde nach ihrer Ausmusterung als Lokdenkmal in Netphen-Deuz aufgestellt. Nach dem Abbau des Denkmals ist sie erhalten geblieben und heute im Technik-Museum Speyer zu bewundern und als zweite Lok der Baureihe 55 ist die 55 3345 im Eisenbahnmuseum Bochum-Dahlhausen aufbewahrt und kann dort besichtigt werden.
Die Güterzuglokomotive 44 903 ist seit 1981 als Dampflokdenkmal am Hauptbahnhof in Emden aufgestellt. Sie war zwischen 1955 und 1956 in Dillenburg beheimatet und wurde 1960 auf Ölfeuerung umgebaut. Dies hatte 1968 mit Einführung der EDV-Nummern eine Änderung der Loknummer in 043 903-4 zur Folge. Die 043 903-4 fuhr am 26. Oktober 1977 mit dem Zug 81453 den letzten regulären mit einer Dampflok bespannten Zug der Deutschen Bundesbahn.
Seit kurzem hat man, bedingt durch eine Bewuchsentfernung im Zuge von Gleisbauarbeiten auf der Dill-Strecke und der Ruhr-Sieg-Strecke, wieder freien Blick auf den verbliebenen, dem Zerfall überlassenen Rundlokschuppen sowie die Werkstattgebäude, die Lokleitung und den mächtigen Betonklotz der Bekohlungsanlage des ehemaligen Betriebswerkes.
Die Wagenwerkstatt sowie die Besandungsanlage wurden während der Gleisbauarbeiten im Frühjahr 2008 abgerissen. Die Wärter-Stellwerke Dl (Lokstellwerk) und Dr (Rangierstellwerk) sind noch erhalten aber nicht mehr in Betrieb. Noch existent, jedoch inzwischen ohne Funktion und Gleise ist der Bahnsteig 4, von dem ehemals die Züge auf die Scheldetalbahn nach Gönnern und in das Dietzhölztal nach Ewersbach fuhren.
Als einzige Verbindung neben der Hauptbahn hat die Bahnstrecke Betzdorf–Haiger(–Dillenburg) überlebt. Sie wird heute von der Hessischen Landesbahn betrieben. Ein Teilstück der ehemaligen Nebenbahn Dillenburg–Ewersbach dient heute als Anschlussgleis zum Edelstahlwerk Thyssen-Krupp-Nirosta.
Der ehemalige Verschiebebahnhof wird heute lediglich als Übergabebahnhof für die Versorgung des Bahnhofs Haiger, eines ansässigen Schrotthandels, einer Holzverladung und des Edelstahlwerkes mit Coilzügen genutzt. Für diese Aufgabe ist dem Bahnhof Dillenburg eine Diesellok der Baureihe 294 zugeteilt.
Als letztes unter Pflege stehendes Teil hat das ehemals in der Nähe der Lokleitung stehende Flügelrad als Wahrzeichen des Bw Dillenburg am Empfangsgebäude des Bahnhofs überlebt.
Über eine zukünftige gewerbliche Nutzung des Areals wird gelegentlich diskutiert.